# Giorgio Marincola
(Giorgio Marincola a Radio Baita, gennaio 1945)
Giorgio Marincola (Mahaddei Uen, 23 settembre 1923 – Stramentizzo, 4 maggio 1945) è stato un partigiano italiano.

## Biografia
Nato nella Somalia italiana, figlio di Giuseppe, maresciallo maggiore di fanteria di origini calabresi, e di Askhiro Hassan, somala della cabila Habar Gidir. Contrariamente alle usanze dell'epoca, il padre riconobbe entrambi i figli (oltre a Giorgio, Isabella, nata nel 1925) e li portò in Italia.
Giorgio, emigrato per primo, crebbe a Pizzo Calabro con gli zii, che non avevano figli. Isabella, invece, andò a vivere a Roma, col padre e la moglie italiana, Elvira Floris, sposata nel giugno 1926 e da cui ebbe due figli.
Giorgio si trasferì a Roma, in casa del padre, nel 1933. Qui frequentò il regio liceo Umberto I e per due anni scolastici ebbe come professore di Storia e Filosofia il militante azionista Pilo Albertelli, morto nell'eccidio delle Fosse Ardeatine.
Nel 1941 si iscrisse alla Facoltà di Medicina e Chirurgia, con l'intenzione di specializzarsi nelle malattie tropicali, per poi tornare a lavorare nel suo paese d'origine.
Nell'autunno 1943 entrò a far parte di un gruppo di partigiani legato al Partito d'Azione e operò a Roma nella terza zona del Pd'A, settore Salario. In seguito all'arresto di un compagno decise di trasferirsi a Corchiano, in provincia di Viterbo, dove partecipò ad azioni di sabotaggio e scontri armati.
Dopo la liberazione di Roma, nel giugno 1944 si arruolò nello Special Operations Executive e partì per la provincia di Brindisi, dove ricevette l'addestramento militare in diverse basi alleate. Come nome di battaglia scelse Mercurio e gli venne conferito il grado di tenente.
All'aeroporto di San Vito dei Normanni, venne aggregato alla missione Bamon e paracadutato nei pressi di Zimone in provincia di Biella. Sul suo stesso aereo militare viaggiava anche Edgardo Sogno.
Il 15 settembre, durante l'attacco a una colonna di automezzi tedeschi, venne ferito ad una gamba e dovette restare fermo per qualche tempo.
Il 17 gennaio 1945 fu imprigionato da un reparto di SS nel carcere di Biella e di lì trasferito a Villa Schneider, presso il comando della polizia militare tedesca.
Qui lo costrinsero a parlare durante una trasmissione di Radio Baita. Come già successo ad altri partigiani catturati, Giorgio avrebbe dovuto denigrare la Resistenza. Scelse invece di esaltarla, scagliandosi contro il regime fascista. La trasmissione venne interrotta, “con atroce rumore di percosse”.
In seguito a questo episodio, i nazisti lo trasferirono nel carcere "Le Nuove", a Torino, e poco dopo, tra la fine di febbraio e l'inizio di marzo, nel Campo di transito di Bolzano.
Quando il campo di transito di Bolzano fu dismesso dalle autorità germaniche, il 30 aprile 1945, Marincola si rifiutò di riparare in Svizzera su un mezzo della Croce Rossa. Decise invece di raggiungere la Val di Fiemme, dove i partigiani e la popolazione temevano ancora rappresaglie da parte dell'esercito nazista in ritirata.
Proprio i nazisti lo uccisero il 4 maggio 1945 a un posto di blocco, nei pressi dell'abitato di Stramentizzo, luogo assieme a Ziano e Molina di Fiemme dell'ultima strage nazista sul territorio italiano.

## Onorificenze

### Riconoscimenti
Nel gennaio 1946 l'Università La Sapienza gli ha conferito la laurea ad honorem in medicina.
A Mogadiscio, gli è stata intitolata un'aula della scuola italiana, oggi demolita.
Il 9 settembre 2009 il circolo ANPI Pigneto-Torpignattara di Roma viene intitolato alla memoria di Marincola.

## Odonomastica

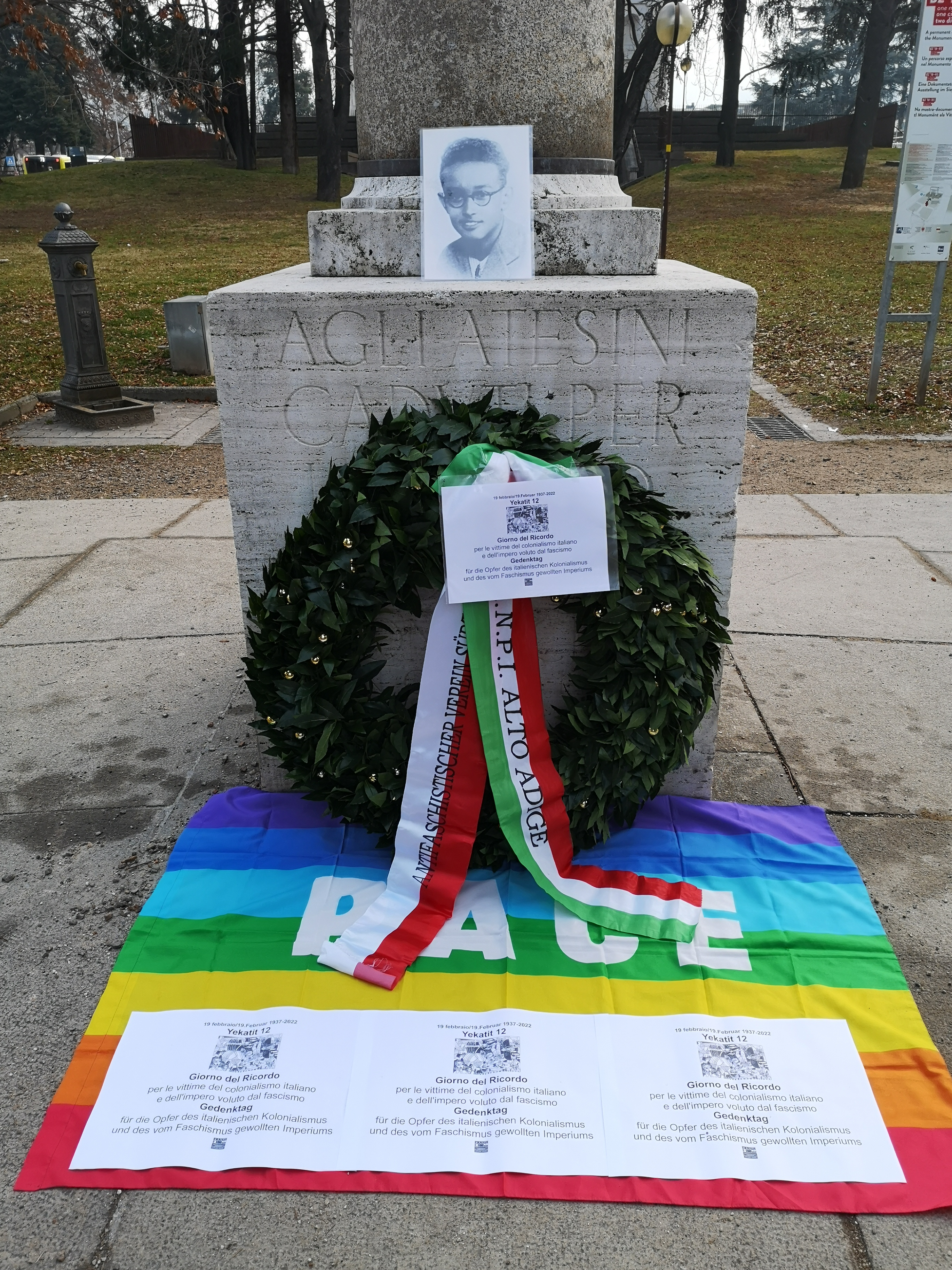
Ricordo di Giorgio Marincola a Bolzano, 2022

Nel 1964 gli è stata dedicata una via a Biella, nel quartiere Chiavazza, mentre nel 2007 gli è stata dedicata dal comune di Roma una via nel Municipio XX a Cesano.
Nell'agosto 2020, in seguito ad una mozione, era stato deciso di dedicargli una stazione della linea C della metro di Roma (che aprirà entro il 2024), la stazione di Amba Aradam-Ipponio. Inizialmente, la stazione era stata nominata "Amba Aradam", perché situata vicino l’omonima via Amba Aradam, nell’area del quartiere San Giovanni. Sulla scia di Black Lives Matter, un gruppo di attivisti ha proposto, con una petizione su change.org, di rinominare la stazione dedicandogliela. La mozione è stata appoggiata dalla sindaca Virginia Raggi, tuttavia è stato poi deciso di rispettare la toponomastica e chiamare la stazione Porta Metronia.
Anche la sezione locale dell'ANPI, ha proposto a Bolzano, sin dal 2020, la dedica del parco retrostante il Monumento alla Vittoria d'epoca fascista, alla memoria di Giorgio Marincola.